# Géométrie projective
En mathématiques, la géométrie projective est le domaine de la géométrie qui modélise les notions intuitives de perspective et d'horizon. Elle étudie les propriétés inchangées des figures par projection centrale.

## Considérations historiques

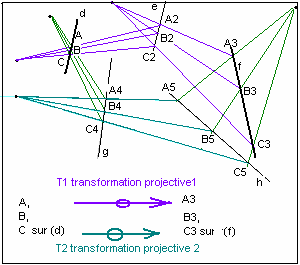
Figure géométrique du théorème fondamental de la géométrie projective

Ibn Sahl et Abu Sahl al Quhi, inventent conjointement le domaine de la géométrie projective au Xe siècle à Bagdad,. Le mathématicien et architecte Girard Desargues, publie ses travaux dans son Brouillon project d'une Atteinte aux evenemens des rencontres du cone avec un plan publié en 1639, où il l'utilise pour une théorie unifiée des coniques. Mais on trouve déjà des notions projectives dans les œuvres de Pappus d'Alexandrie (IVe siècle) qui introduit le rapport anharmonique et fait référence à Apollonios de Perga. L'œuvre de Desargues a peu de succès de son temps, et est oubliée jusqu'à sa redécouverte par l'éditeur et bibliophile Poudra au milieu du XIXe siècle. Ses contemporains ne comprennent pas la profondeur de ses travaux, à l'exception du jeune Blaise Pascal, qui les poursuit, et démontre en particulier un théorème proche de celui aujourd'hui appelé théorème de Pascal.
Poncelet réinvente la géométrie projective au début du XIXe siècle, certainement influencé par la géométrie descriptive enseignée par son professeur à l'École polytechnique, Gaspard Monge. Il publie en 1822 le Traité des propriétés géométriques des figures. Indépendamment, un autre élève de Monge, Joseph Diez Gergonne, découvre lui aussi à la même époque certains des principes de la géométrie projective. Poncelet et Gergonne, par des voies différentes, mettent en évidence le principe de dualité, propre à la géométrie projective, où, par exemple, deux droites distinctes du plan sont toujours sécantes, tout comme par deux points distincts passe toujours une droite.
August Ferdinand Möbius introduit en 1827 les coordonnées homogènes qui permettent d'appliquer les méthodes de la géométrie analytique à la géométrie projective, travail auquel se consacre également Julius Plücker. Parallèlement, Jakob Steiner développe l'approche par la géométrie synthétique.
Finalement, c'est Felix Klein qui, à la fin du XIXe siècle, clarifie le lien entre géométrie projective et géométrie euclidienne, et montre comment les géométries non euclidiennes peuvent également se ramener à la géométrie projective. Sous l'influence de son programme d'Erlangen a lieu une évolution conceptuelle majeure ; tandis que jusque là la géométrie était la science des figures, elle devient l'étude des transformations de figures : les géomètres du tournant du siècle se concentrent désormais sur la composition des transformations, la structure de certains groupes de transformations, les invariants de telle ou telle famille de transformations, les axiomes minimaux permettant ces propriétés de transformations.
Aujourd'hui, certaines notions élémentaires de géométrie projective sont utilisées dans les systèmes de vision par ordinateur et de rendu graphique, tels qu'OpenGL.

## Aperçu élémentaire

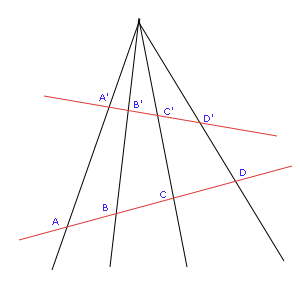
Le birapport, qui est invariant par projection centrale, est une notion de géométrie projective.

Dans une approche issue du programme d'Erlangen, la géométrie projective se distingue de la géométrie euclidienne ordinaire en ne s'intéressant qu'à  l'étude de ce qui, dans les figures, reste inchangé après projection, alors que la géométrie euclidienne est l'étude de ce qui reste invariant après déplacement (on peut la voir aussi comme la science des figures qui se tracent à la règle et au compas) ; de ce point de vue, la géométrie projective comporte moins d'axiomes que la géométrie euclidienne et par suite elle est plus générale.
La géométrie projective ignore les droites parallèles, les droites perpendiculaires, les isométries, les cercles, les triangles rectangles, isocèles, équilatéraux, etc. ; on peut aussi dire, par exemple, que pour elle, cercles, ellipses et hyperboles ne constituent qu'une seule figure.
Il est possible, à l'aide de certaines conventions de langage (par exemple en appelant parallèles deux droites qui se coupent sur une droite choisie du plan) de retrouver les résultats de la géométrie affine à partir de ceux de la géométrie projective (voir ci dessous), et en introduisant les nombres complexes, de retrouver également ceux de la géométrie euclidienne.

## Axiomes de la géométrie projective
Plusieurs systèmes d'axiomes ont été énoncés pour fonder la géométrie projective, notamment par Enriques, Coxeter et Rossier, qui ne présentent que de légères différences.
Les éléments fondamentaux sont les points. Les droites et les plans sont certains ensembles de points. Il existe une relation ternaire, dite d'ordre cyclique, entre les points appartenant à une même droite ou entre les plans passant par une même droite ou entre les droites appartenant à un même plan et passant par un même point.

### Axiomes d'incidence
Axiome I1 :  Il existe au moins une droite et un point n'appartenant pas à cette droite.
Axiome I2 : À toute droite appartiennent au moins trois points.
Axiome I3 : Étant donné deux points distincts, il existe une droite et une seule à laquelle ces deux points appartiennent.
Axiome I4 : Si A B C et D sont quatre points distincts tels que les droites AB et CD contiennent un point commun, alors les droites AC et BD contiennent un point commun.
Définition : Étant donné trois points A B et C non alignés, on appelle plan ABC, l'ensemble des points appartenant à une droite contenant le point C et contenant un point commun avec la droite AB.
Axiome I5 : Pour tout plan ABC, il existe au moins un point n'appartenant pas au plan ABC.
Axiome I6 : Deux plans distincts quelconques contiennent au moins deux points distincts communs.

### Axiomes d'ordre
Définition :
On regroupe sous l'appellation forme de première espèce :
- un ensemble de tous les points appartenant à une même droite, ensemble appelé droite ponctuelle,
- un ensemble de tous les plans contenant une même droite, ensemble appelé faisceau de plans,
- un ensemble de toutes les droites appartenant à un même plan et passant par un même point de ce plan, ensemble appelé faisceau de droites.

Axiome O1 : Sur toute forme de première espèce il existe deux relations ternaires inverses, telles que quels que soient les éléments A B et C, le triplet (A,B,C) satisfait à une et une seule de ces deux relations, dite ordre ABC.
Axiome O2 : Quels que soient les trois éléments A, B, et C de la forme, l'ordre ABC est une relation d'ordre cyclique, c'est-à-dire qu'elle satisfait aux conditions suivantes :
- {\displaystyle R(A,B,C)\implies R(C,A,B)} ;
- {\displaystyle R(A,B,C)\implies {\text{non}}\;R(A,C,B)} ;
- {\displaystyle R(A,B,C)\;{\text{et}}\;R(A,C,D)\implies R(B,C,D)}.

Axiome O3 : Quels que soient les éléments A et B d'une forme de première espèce, il existe au moins un élément C de la forme tel que R(A,C,B).
Définitions :
- On dit que les paires d'éléments AB et CD d'une forme de première espèce sont des paires séparées si les ordres ABC et ADB sont les mêmes.
- On appelle section d'un faisceau de droites de sommet O par une droite la correspondance qui associe à toute droite du faisceau son intersection avec la droite. La correspondance réciproque entre la droite ponctuelle et le faisceau est appelée projection de la droite ponctuelle à partir du point O.
- On appelle section d'un faisceau de plans d'arête D par une droite la correspondance qui associe à tout plan du faisceau son intersection avec la droite. La correspondance réciproque entre la droite ponctuelle et le faisceau est appelée projection de la droite ponctuelle à partir de la droite D.
- Étant donnés trois éléments A B et C, on appelle segment AB extérieur à C l'ensemble des éléments M tels que les paires AB et CM soient séparées.

Axiome O4 : La projection et la section conservent les paires séparées.

### Axiome de continuité
Définition : On dit qu'un élément M d'un segment AB précède un élément N de ce segment, ou que N suit M, si les paires AN et MB sont séparées.
Axiome C1 : Si les éléments d'un segment AB sont répartis en deux classes telles que :
- tout élément du segment AB appartient à l'une ou l'autre des deux classes ;
- l'élément A appartient à la première classe et B appartient à la seconde ;
- tout élément de la première classe précède tout élément de la seconde classe ;

alors il existe un élément C du segment AB (appartenant à la première ou à la deuxième classe), tel que tout élément qui précède C appartient à la première classe et tout élément qui suit C appartient à la seconde classe.

## Modèle algébrique de la géométrie projective
Un espace projectif est défini en algèbre comme l'ensemble des droites vectorielles  d'un espace vectoriel ; on peut imaginer l'œil d'un observateur placé sur l'origine d'un espace vectoriel, et chaque élément de l'espace projectif correspond à une direction de son regard.
Un espace projectif se démarque d'un espace vectoriel par son homogénéité : on ne peut distinguer en son sein aucun point particulier comme l'origine d'un espace vectoriel. En cela il se rapproche d'un espace affine.

### Définition vectorielle
Soit {\displaystyle E\,\!} un K-espace vectoriel (K est un  corps, en général {\displaystyle \mathbb {R} \,\!} ou {\displaystyle \mathbb {C} \,\!}), non réduit à {\displaystyle \{0\}}. On définit sur {\displaystyle E-\{0\}\,\!} la relation d'équivalence suivante :
{\displaystyle x\sim y\iff \exists \lambda \in K^{*},\ x=\lambda y}.
Alors on appelle espace projectif sur {\displaystyle E\,\!} l'ensemble quotient de {\displaystyle E-\{0\}\,\!} par la relation d'équivalence {\displaystyle \sim \,\!} : 
{\displaystyle P(E)=(E-\{0\})/\sim \,\!}.
Pour chaque élément {\displaystyle x\neq 0\,\!} de {\displaystyle E\,\!} on notera {\displaystyle \pi (x)\in P(E)\,\!} sa classe d'équivalence : 
{\displaystyle \pi (x)=\{\lambda x,\lambda \in K^{*}\}\,\!}.
On a donc : {\displaystyle \pi (x)=\pi (y)\,\!} si et seulement si {\displaystyle x\,\!} et {\displaystyle y\,\!} sont colinéaires.
L'application {\displaystyle \pi :E-\{0\}\rightarrow P(E)\,\!} est appelée projection canonique.
Plus simplement l'espace projectif {\displaystyle P(E)\,\!} est l'ensemble des droites vectorielles de {\displaystyle E\,\!} ; l'élément {\displaystyle \pi (x)\,\!} de l'espace projectif est la droite vectorielle de {\displaystyle E\,\!} dont un vecteur directeur est {\displaystyle x\,\!}.
Si {\displaystyle E\,\!} est de dimension finie {\displaystyle n\,\!} alors on dit que {\displaystyle P(E)\,\!} est de dimension finie et on note {\displaystyle n-1=\mathrm {dim} \,P(E)\,\!} la dimension de l'espace projectif. En particulier :
- Si n = 1 alors {\displaystyle P(E)\,\!} est un singleton (dimension nulle) ;
- Si n = 2 alors {\displaystyle E\,\!} est un plan vectoriel et {\displaystyle P(E)\,\!} est appelé droite projective.
- Si n = 3 alors {\displaystyle P(E)\,\!} est appelé plan projectif ; c'est le cadre le plus courant pour faire de la géométrie.

Si l'espace {\displaystyle E} est l'espace vectoriel de dimension {\displaystyle n\,\!} « typique », c'est-à-dire {\displaystyle K^{n}} alors on a une notation particulière pour l'espace projectif : {\displaystyle P^{n-1}(K)} au lieu de {\displaystyle P(K^{n})}.

### Définition affine

Espace projeté dans un plan projectif

L'aspect formel de la définition vectorielle ne doit pas faire oublier que la notion d'espace projectif est née de la projection centrale et est, avant tout, une notion géométrique. Pour prendre l'exemple de l'espace projectif de {\displaystyle \mathbb {R} ^{3}}, on peut observer le dessin ci-contre où les points {\displaystyle m}, {\displaystyle n} et {\displaystyle r} appartiennent au plan affine {\displaystyle (P')} (ne passant pas par l'origine). Il faut imaginer un observateur placé en {\displaystyle O}. Cet observateur voit tous les points de la droite {\displaystyle (OM)} en {\displaystyle m}, ceux de la droite {\displaystyle (OR)} en {\displaystyle r} et ceux de la droite {\displaystyle (ON)} en {\displaystyle n}. Les droites {\displaystyle (d)} du plan {\displaystyle (P)} ne sont pas vues comme des points de {\displaystyle (P')}. Il y a donc bijection entre les droites vectorielles de {\displaystyle \mathbb {R} ^{3}} non parallèles à {\displaystyle (P)} et les points du plan {\displaystyle (P')}.
L'espace projectif de {\displaystyle \mathbb {R} ^{3}} est ainsi en bijection avec un plan affine {\displaystyle (P')} ne passant pas par l'origine auquel on ajoute l'ensemble des droites vectorielles de la direction {\displaystyle (P)} de {\displaystyle (P')}. On peut donc voir un plan projectif {\displaystyle {\tilde {P'}}} comme constitué d'un plan affine {\displaystyle (P')} auquel on ajoute la droite projective ayant pour éléments toutes les droites vectorielles (ou directions) de {\displaystyle (P)}, dite dans ce contexte droite à l'infini. Chaque point de la droite à l'infini est alors appelé point à l'infini ou  point impropre (les points de {\displaystyle (P')} étant les points propres). Cette notion permet, par exemple, de parler, dans un plan, d'intersection entre deux droites quelconques : les droites seront sécantes en un point propre de {\displaystyle (P')} ou bien en un point impropre dans le cas où les droites sont parallèles.
Dans un plan projectif, n'importe quelle droite peut être choisie comme droite à l'infini, et ce qui induit sur le complémentaire une structure de plan affine. Réciproquement tout plan affine, peut être plongé comme plan affine non vectoriel d'un espace vectoriel de dimension 3, et donc complété en un plan projectif.
Cette notion se généralise à tout espace projectif {\displaystyle {\tilde {P}}} de dimension {\displaystyle n} : c'est un espace affine {\displaystyle (P)} de dimension {\displaystyle n} auquel on adjoint l'ensemble des directions de {\displaystyle (P)}.
En particulier, si {\displaystyle (P)} = {\displaystyle K}, la droite projective associée est l'ensemble {\displaystyle {\tilde {K}}=K\cup \{\infty \}\,\!} où {\displaystyle \infty } est un point extérieur à {\displaystyle K\,\!}, prolongeant les opérations algébriques de la manière suivante : 
- pour tout {\displaystyle x} de {\displaystyle K}, {\displaystyle x/\infty =0} ;
- pour tout {\displaystyle x} de {\displaystyle K^{*}}, {\displaystyle x/0=\infty }.

Cette double relation, d'une part avec un espace vectoriel quotienté, d'autre part avec un espace affine complété fait la richesse de l'étude de la géométrie projective. De même, ce double aspect sera important à conserver quand il s'agira de donner des coordonnées aux points de l'espace projectif.

## Repérage

### Coordonnées homogènes
Dans un espace projectif de dimension n, donc associé à un espace vectoriel de dimension n + 1, chaque point m de {\displaystyle P(E)} est associé à une famille de vecteurs de E tous colinéaires. Si E est muni d'une base canonique, on appelle coordonnées homogènes du point m, les coordonnées d'un vecteur quelconque x tel que  {\displaystyle \pi (x)=m}. Un point possède donc une famille de coordonnées toutes proportionnelles entre elles. Autrement dit, si {\displaystyle (x_{1},x_{2},...,x_{n+1})} est un système de coordonnées homogènes de m, il en est de même de {\displaystyle (kx_{1},kx_{2},...,kx_{n+1})\,} pour tout élément k non nul de K.
Parmi toutes ces coordonnées, il arrive souvent que l'on en privilégie une pour retrouver un espace affine de dimension n. Parmi tous les représentants de m, on privilégie, par exemple, celui dont la dernière coordonnée vaut 1. Cela revient à dire que l'on a projeté l'espace dans l'hyperplan d'équation {\displaystyle x_{n+1}=1\,}. Si {\displaystyle (x_{1},x_{2},...,x_{n+1})} est un système de coordonnées de m, on privilégie le système de coordonnées {\displaystyle ({x_{1} \over x_{n+1}},{x_{2} \over x_{n+1}},...,{x_{n} \over x_{n+1}},1)}. Cela ne vaut évidemment que si m est un point propre de {\displaystyle P(E)}.
Les points impropres sont représentés par des systèmes de coordonnées homogènes dont la dernière coordonnée est nulle.
On remarque alors bien là la correspondance entre
- les points propres de {\displaystyle P(E)} et les points d'un espace affine de dimension n ;
- les points impropres de {\displaystyle P(E)} et les directions d'un espace vectoriel de dimension n ;

Choisir arbitrairement de mettre une coordonnée à 1 dans les coordonnées homogènes permet de définir des cartes différentes.

### Repère d'un espace projectif
Un espace vectoriel de dimension n se repère par une base de n vecteurs indépendants. Un espace affine de dimension n se repère à l'aide de n + 1 points non liés. Un espace projectif de dimension n se repère à l'aide de n+2 points. On pourrait penser que n+1 points seraient suffisants en prenant par exemple {\displaystyle (\pi (e_{1}),\pi (e_{2}),...,\pi (e_{n+1}))\,}  où {\displaystyle (e_{i})_{i\in \{1;n+1\}}} forme une base de l'espace vectoriel de dimension n+1 associé à l'espace projectif. Les coordonnées d'un point {\displaystyle m\,} dans ce repère seraient alors {\displaystyle (x_{1},...,x_{n+1})\,} où  {\displaystyle (x_{1},...,x_{n+1})\,} sont les coordonnées de {\displaystyle x\,} tels que {\displaystyle \pi (x)=m\,}  mais il faudrait que ces coordonnées soient indépendantes du représentant choisi pour les vecteurs de la base : {\displaystyle \pi (e_{1})\,}, par exemple, a un autre représentant qui est {\displaystyle 2e_{1}\,}. Et dans la base {\displaystyle (2e_{1},e_{2},...,e_{n+1})\,} {\displaystyle x\,} n'a pas le même système de coordonnées {\displaystyle (x_{1}/2,x_{2},...,x_{n+1})\,}.
Il faut donc empêcher cette ambiguïté et limiter le choix d'autres représentants des vecteurs de base à des vecteurs colinéaires aux précédents mais de même coefficient de colinéarité. Il suffit pour cela de définir un n+2 ième point correspondant à {\displaystyle \pi (e_{1}+e_{2}+\cdots +e_{n+1})\,}. Ainsi, si on choisit d'autres représentants de {\displaystyle \pi (e_{1})...\pi (e_{n+1})\,} avec des coefficients de colinéarité différents, le vecteur {\displaystyle k_{1}e_{1}+\cdots +k_{n+1}e_{n+1}\,}  ne sera plus un représentant de {\displaystyle \pi (e_{1}+e_{2}+\cdots +e_{n+1})\,}.

## Sous-espace projectif
Comme il existe des sous-espaces vectoriels d'espace vectoriel ainsi que des sous-espaces affine d'espace affine, il existe de même des sous-espaces projectifs d'espace projectif. Ils sont constitués des projetés des sous-espaces vectoriels de l'espace vectoriel associé. On parlera donc de droite projective dans un plan projectif, de plan projectif dans un espace projectif. La règle des dimensions et l'existence de points à l'infini permettent de simplifier les règles d'incidence.

## Birapport sur une droite projective
Si {\displaystyle a}, {\displaystyle b}, {\displaystyle c} et {\displaystyle d} sont quatre points distincts d'une droite projective D, il existe un unique isomorphisme {\displaystyle f_{a,b,c}} de D sur {\displaystyle {\tilde {K}}} tel que 
- {\displaystyle f_{a,b,c}(a)=\infty }
- {\displaystyle f_{a,b,c}(b)=0}
- {\displaystyle f_{a,b,c}(c)=1}

On appelle birapport de {\displaystyle a}, {\displaystyle b}, {\displaystyle c}, {\displaystyle d}, noté {\displaystyle [a:b:c:d]} la valeur de {\displaystyle f_{a,b,c}(d)}.
Si {\displaystyle a}, {\displaystyle b}, {\displaystyle c} et {\displaystyle d} sont quatre points propres distincts de D, on retrouve la définition classique du birapport ou rapport anharmonique : {\displaystyle {\frac {{\overline {ca}}\,/\,{\overline {cb}}}{{\overline {da}}\,/\,{\overline {db}}}}}.
Cette définition du birapport rend aisée la preuve du résultat suivant : les homographies conservent le birapport. Plus précisément :
Invariance projective du birapport — a,b,c et d sont quatre points d'une droite projective D (a, b, c distincts) et e, f, g et h quatre points sur une droite D' (e, f, g distincts) alors il existe une homographie envoyant le premier quadruplet sur le second si et seulement si les birapports [a:b:c:d] et [e:f:g:h] sont égaux.

## Transformation projective ou homographie
Les transformations projectives ou homographies sont des transformations étudiées en géométrie projective. Elles s'obtiennent comme composée d'un nombre fini de projections centrales. Elles décrivent ce qui arrive aux positions observées de différents objets quand l'œil de l'observateur change de place. Les transformations projectives ne conservent pas toujours les distances ni les angles mais conservent les propriétés d'incidence et le birapport - deux propriétés importantes en géométrie projective. On trouve des transformations projectives sur des droites, dans des plans et dans l'espace.
Propriété fondamentale : En dimension finie, une transformation projective est entièrement déterminée par l'image d'un repère de l'espace projectif.

### Définition analytique d'une homographie
Soient deux espaces projectifs {\displaystyle {\mathcal {P}}_{1}} et {\displaystyle {\mathcal {P}}_{2}} associés respectivement aux espaces vectoriels {\displaystyle E_{1}} et {\displaystyle E_{2}}. On désigne par {\displaystyle \pi _{1}} et {\displaystyle \pi _{2}} les projections canoniques de {\displaystyle E_{1}} (resp. {\displaystyle E_{2}}) sur {\displaystyle {\mathcal {P}}_{1}} (resp. {\displaystyle {\mathcal {P}}_{2}}).
On peut alors effectuer un « passage au quotient » des applications linéaires injectives de {\displaystyle E_{1}} dans {\displaystyle E_{2}}. Une telle application linéaire {\displaystyle \varphi } étant donnée on peut définir une application {\displaystyle h} de {\displaystyle {\mathcal {P}}_{1}} dans {\displaystyle {\mathcal {P}}_{2}} transformant le point {\displaystyle M} en {\displaystyle h(M)=\pi _{2}\circ \varphi (m)}, {\displaystyle m} désignant un représentant de {\displaystyle M}. Naturellement pour que cette définition soit cohérente, nous devons vérifier qu'elle ne dépend pas du représentant choisi, ce qui est immédiat vu la linéarité de {\displaystyle \varphi } et la définition de {\displaystyle \pi _{2}}.
L'application {\displaystyle h} est l'homographie associée à {\displaystyle \varphi }. Elle est de façon plus concise définie par l'égalité :      {\displaystyle \pi _{2}\circ \varphi =h\circ \pi _{1}}.
On peut aussi parler plus généralement d'application projective, en n'exigeant pas l'injectivité de l'application linéaire {\displaystyle \varphi } initiale ; le même procédé de passage au quotient fournira une application définie seulement sur une partie de {\displaystyle {\mathcal {P}}_{1}} : {\displaystyle {\mathcal {P}}_{1}-\pi _{1}^{-1}(\ker(\varphi ))}, et à valeurs dans {\displaystyle {\mathcal {P}}_{2}}. On ne parlera pas alors d'homographie.
Il existe une infinité d'applications linéaires associées à une homographie mais ces applications linéaires forment une droite vectorielle de {\displaystyle {\mathcal {L}}(E_{1},E_{2})} puisque {\displaystyle h_{1}=h_{2}} entraîne {\displaystyle \pi _{2}\circ \varphi _{1}=\pi _{2}\circ \varphi _{2}}.
En dimensions finies p,n, si on dispose d'un système de coordonnées homogènes, une homographie pourra être définie par une classe de matrices non nulles de format (n+1)*(p+1) toutes multiples de l'une d'elles. A étant une de ces matrices et X une matrice-colonnes de coordonnées homogènes de {\displaystyle M}, AX sera matrice colonne de coordonnées homogènes de {\displaystyle h(M)} (tout ceci étant donc défini à un facteur près).
Exemple et discussion (géométrie plane).
Nous prenons pour {\displaystyle E_{1}} et {\displaystyle E_{2}} l'espace {\displaystyle \mathbb {R} ^{3}}. {\displaystyle {\mathcal {P}}_{1}={\mathcal {P}}_{2}} est le plan projectif {\displaystyle {\mathcal {P}}}. Envisageons une homographie {\displaystyle h} définie par la matrice 3*3  A que nous supposons diagonalisable. On peut donc calculer les coordonnées homogènes des transformés de tout point.
Les 3 directions propres sont indépendantes et définissent 3 points invariants par {\displaystyle h} de {\displaystyle {\mathcal {P}}}. Ces 3 points ont respectivement comme matrices-colonne de coordonnées homogènes {\displaystyle X_{1},X_{2},X_{3}} (vecteurs propres de la matrice, à un facteur non nul près).
Inversement la connaissance de ces 3 points invariants détermine-t-elle l'homographie, c'est-à-dire A, à un facteur près ? Pour cela il faudrait pouvoir calculer les valeurs propres de A (à un facteur de proportionnalité près toujours). Or on n'a évidemment aucun moyen pour cela en ne connaissant que les directions propres.
Par contre si on se donne par exemple le transformé du point de coordonnées homogènes {\displaystyle X_{1}+X_{2}+X_{3}} en le point de coordonnées homogènes {\displaystyle Y}, on aura en désignant par {\displaystyle \lambda _{1},\lambda _{2},\lambda _{3}} les valeurs propres de A: {\displaystyle \lambda _{1}X_{1}+\lambda _{2}X_{2}+\lambda _{3}X_{3}=kY,k} quelconque non nul, ce qui permet bien de calculer en résolvant le système les valeurs propres à un coefficient de proportionnalité près.
Les 4 points (les 3 points invariants plus le 4e défini ci-dessus) définissent un repère projectif (voir plus haut) et la connaissance de la transformation de ce repère projectif détermine entièrement l'homographie.
Exemple d'homographie
Les transformations par polaires réciproques.

## Topologie

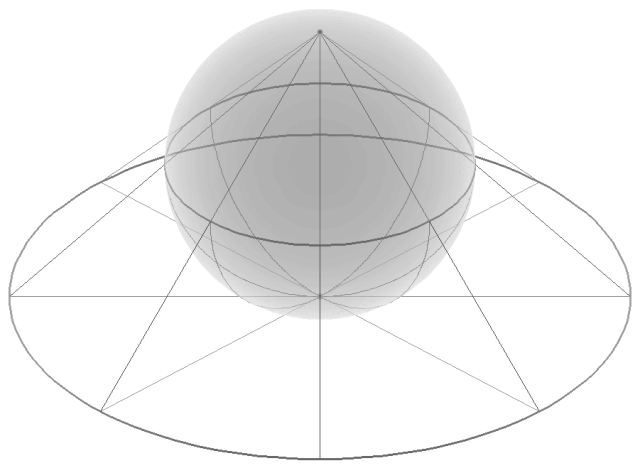
La sphère de Riemann représentée par l'« enroulement » du plan complexe sur une sphère (par l'inverse de la projection stéréographique).

Si E est un espace vectoriel sur {\displaystyle \mathbb {R} } ou {\displaystyle \mathbb {C} }  de dimension finie, on peut définir sur E une topologie issue de la distance induite par la norme {\displaystyle ||x||={\sqrt {x_{1}^{2}+x_{2}^{2}+....+x_{n}^{2}}}} dans le cas réel et 
{\displaystyle ||x||={\sqrt {x_{1}{\overline {x_{1}}}+x_{2}{\overline {x_{2}}}+....+x_{n}{\overline {x_{n}}}}}} dans le cas complexe.
Cette topologie permet de définir  sur l'espace quotient {\displaystyle P(E)=E-{0}/\sim } une topologie, 
dite topologie quotient. Si {\displaystyle p:E\setminus \{0\}\rightarrow P(E)}
désigne l'application de passage au quotient, on dira qu'une partie {\displaystyle A\subset P(E)\,}
est ouverte si son image réciproque {\displaystyle p^{-1}(A)\,} est ouverte
dans {\displaystyle E\setminus \{0\}\,}. On vérifie que l'on définit bien ainsi un espace topologique.
On montre que {\displaystyle P(E)} est compact.
On munira donc l'espace projectif P(E) de cette topologie. Elle permet de parler d'homéomorphisme et de remarquer, par exemple, que la droite projective réelle est homéomorphe à un cercle, la droite projective complexe étant homéomorphe à une sphère (voir l'article sphère de Riemann pour un homéomorphisme explicite).

## Dualité
Si E est un K-espace vectoriel de dimension finie n, son dual E* est aussi un K-espace vectoriel de dimension n. On peut donc associer à l'espace projectif P(E), son dual P(E*). Une droite de P(E*) correspondra à un faisceau d'hyperplans dans P(E). Le passage au dual permet d'inverser un grand nombre de propriétés géométriques.

## Utilité
1. La géométrie projective a permis de simplifier grandement l'énoncé et la démonstration des théorèmes de géométrie plane comme le théorème de Pappus ou le théorème de Desargues, en ramenant le cas général aux cas particuliers où des droites sont parallèles[12].
2. Si l'espace projectif, comparé à l'espace usuel, c'est-à-dire l'espace affine, peut sembler être un objet plus compliqué, il est indéniable que pour de nombreuses situations, l'espace projectif est le bon cadre pour travailler. Pour donner un exemple, si {\displaystyle C} et {\displaystyle C'} sont deux courbes planes (complexes) de degré respectif {\displaystyle d} et {\displaystyle d'} alors, si on voit ces courbes comme des sous-variétés du plan affine, le théorème de Bézout dit que le nombre de points d'intersection entre {\displaystyle C} et {\displaystyle C'} est toujours inférieur ou égal à {\displaystyle dd'}. En revanche, si on voit ces courbes comme des sous-variétés du plan projectif, alors le théorème dit que le nombre de points d'intersection (comptés avec multiplicité) est égal à {\displaystyle dd'}. Il y a de nombreuses autres situations où les théorèmes s'énoncent sous une forme plus belle en géométrie projective.
3. L'infographie tridimensionnelle fait un usage intensif de la géométrie projective, car dans cette géométrie les translations et rotations, c'est-à-dire les transformations du groupe euclidien, s'avèrent être des transformations linéaires, ce qui facilite grandement leur traitement.